# Joaquín Gatell y Folch

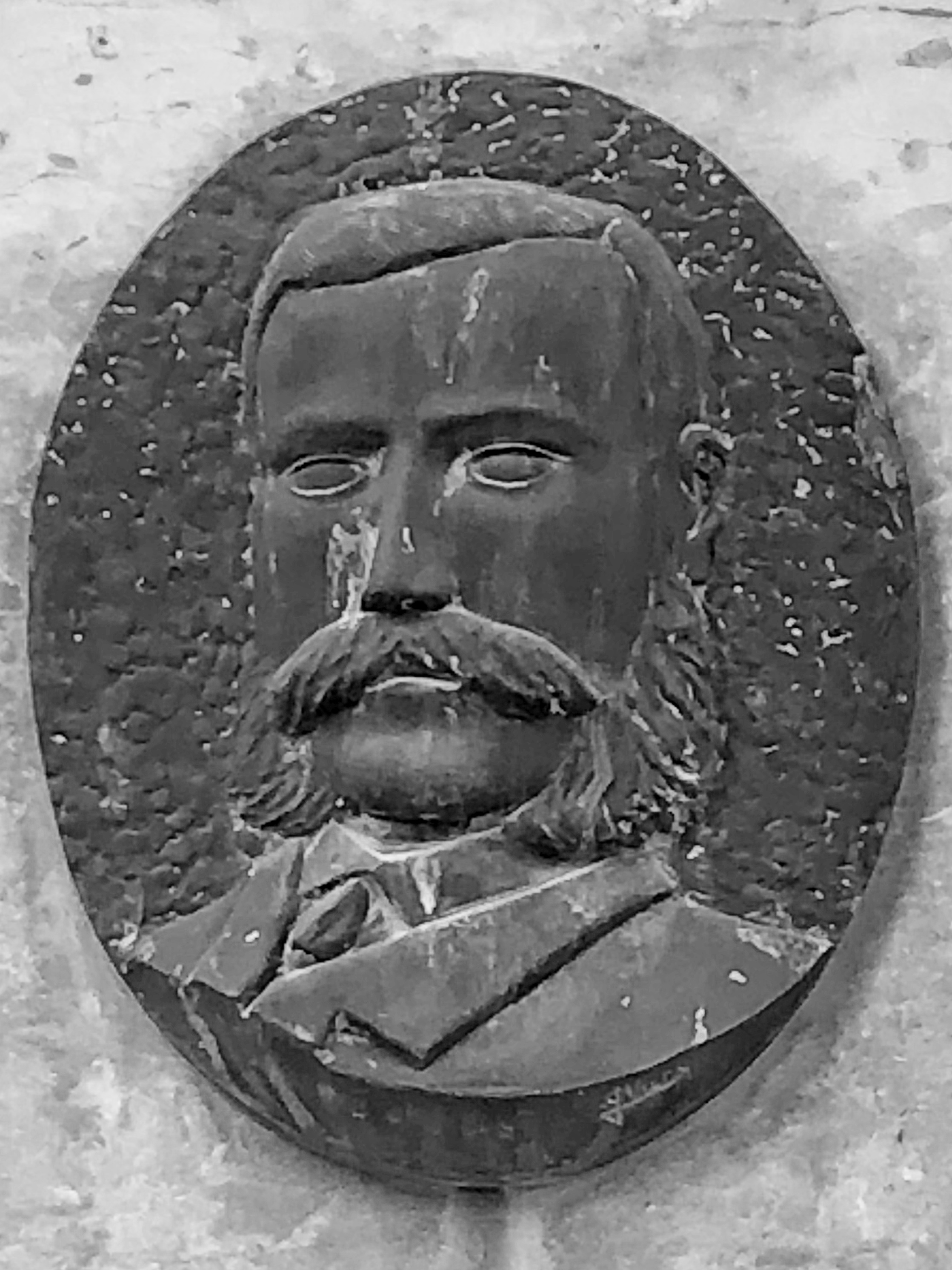
Monumento a Joaquín Gatell en Altafulla

Joaquín Gatell y Folch (Altafulla, 3 de enero de 1826-Cádiz, 13 de mayo de 1879), también conocido como el caíd Ismail, fue un arabista, espía y explorador español. Forma parte de la tríada clásica de viajeros españoles por Marruecos del siglo XIX, junto con Domingo Badía y Leblich (Ali Bey el-Abbasí) y José María de Murga y Mugártegui (Hach Mohammed el-Bagdadi o, también, el Moro Vizcaíno).

## Biografía
Nació en 1826 en la localidad tarraconense de Altafulla, se licenció en Derecho por la Universidad de Barcelona, si bien renunció a ejercer como abogado para formarse como arabista en Madrid, París y Londres. Sin embargo, también abandonó su incipiente carrera académica para trabajar como agente y espía al servicio del general Juan Prim y del gobierno español en Argelia, Marruecos, Túnez y Francia. Sus misiones más importantes tuvieron lugar en Marruecos. La primera fue, tras la guerra de África, entre 1861-63 en conexión con el jefe de la Legación de España en Tánger Francisco Merry y Colom. La segunda en 1864-65 en misión secreta del gobierno español; y la tercera en 1878, bajo el gobierno de Cánovas del Castillo, como parte de la expedición del navío Blasco de Garay dirigida por Cesáreo Fernández Duro y financiada por la Asociación Española para la Exploración de África. Fruto de ellas fueron dos publicaciones científicas internacionales sobre la geografía física y humana de las regiones marroquíes del Sus, Río Nun (Ued Nun) y Tekna, así como diarios de viaje, planos, mapas y escritos editados póstumamente.